# Koppenberg
Koppenberg er en bakke nær den belgiske landsby Melden (Oudenaarde) i de Flamske Ardenner, Østflandern. Koppenberg er 79 meter høj. Geografisk set består bakken faktisk af to dele. Den vestlige del er Rotelenberg (78 meter høj), og den østlige del er Koppenberg (79 meter).
Vejen over bakken hedder også Koppenberg, med undtagelse af den vestlige stigning, der hedder Steengat. Denne vej er brolagt med brosten og blev fredet som kulturejendom i 1995. På toppen af Koppenberg er der nogle skovområder, der er tilgængelige for vandrere. Koppenberg-skoven er 29 hektar stor, Berk- og Doorn-skoven er 1,5 hektar, og Onder-skoven er 5 hektar stor.

## Cykelsport

### Flandern Rundt
Bakken er især kendt fra cykelsporten, hvor den er en af de mest ikoniske brostensbakker i Flandern Rundt. Man bestiger bakken fra vest, faktisk Rotelenberg via Steengat. På det stejleste punkt på denne stigning opnås en stigningsprocent på 22% (i inderkurven 25%).
Sjældent har denne bakke ført til vigtige afgørelser i Flandern Rundt, da Koppenberg traditionelt ikke ligger særlig strategisk på ruten. Det er for tæt på Oude Kwaremont og for langt fra målstregen.
Walter Godefroot var den første, der opdagede Koppenberg i forbindelse med cykelløb. Han informerede arrangøren af Flandern Rundt om eksistensen af stigningen, men afslørede ikke, hvor den var. Koppenberg blev først mange år senere tilføjet i ruten til Flandern Rundt, nemlig i 1976. I forbindelse med en bilpåkørsel af den danske cykelrytter Jesper Skibby under løbet i 1987, blev Koppenberg af sikkerhedsmæssige årsager fjernet fra ruten i lang tid. Først efter at Koppenberg var blevet fuldstændig restaureret (2002), gav Vlaanderens Mooiste-organisationen igen grønt lys til at sende feltet over Koppenberg.
I 2007 blev Koppenberg fjernet fra Flandern Rundt på grund af vejbelægningens dårlige tilstand. Flandern Rundts organisation frygtede en sportslig fiasko og undgik derfor den legendariske bakke. Som alternativ blev Kortekeer genindsat og en ny bakke, Eikenmolen, blev tilføjet. Arrangøren ønskede at genindsætte Koppenberg på ruten, hvis vejen blev genoprettet. I september 2007 lod byen Oudenaarde vejen reparere. Da byen Oudenaarde og arrangøren af Flandern Rundt i slutningen af oktober 2007 besluttede at udelukke Koppenberg fra ruten og igen vælge Kortekeer som erstatning, blev en arbejdsgruppe nedsat for at undersøge problemerne og forsøge at løse dem. Med succes, for den 4. februar 2008 annoncerede arrangøren, at udgaven i 2008 ville inkludere Koppenberg.
Bakken er blevet inkluderet i Flandern Rundt 33 gange (1976-1987, 2002-2006, 2008-2023).
I 1976 var bakken placeret mellem Oude Kruisens og Taaienberg. I perioden 1977-1985 lå bakken mellem Oude Kwaremont og Taaienberg. I 1986 og 1987 var den placeret mellem Paterberg og Taaienberg. Endelig lå den i perioden 2002-2006 og 2008-2023 mellem Paterberg og Steenbeekdries. Siden 2014 er den kommet meget tættere på målstregen (ca. 40 kilometer).

### Gent-Wevelgem
I 1977 blev Koppenberg inkluderet en enkelt gang i Gent-Wevelgem. Da arrangørerne af Gent-Wevelgem ikke ønskede, at det skulle se ud som om de kopierede Flandern Rundt (i 1977 blev der inkluderet elleve stigninger i de Flamske Ardenner i klassikeren, før man cyklede til de resterende fem stigninger i Heuvelland), blev stigningen i denne udgave kaldt Steengat.

### Kuurne-Bruxelles-Kuurne
I 1977 blev Koppenberg inkluderet en enkelt gang i Kuurne-Bruxelles-Kuurne.

### Koppenbergcross
Udover Flandern Rundt er Koppenberg også kendt for Koppenbergcross, der afholdes årligt på Allehelgensdag. Koppenbergcross er en del af X²O Badkamers Trofee og betragtes af eksperter som et af de hårdeste cykelcrossløb i sæsonen.